# 누리호 시험발사체
누리호 시험발사체(영어: KSLV-II TLV, Korea Space Launch Vehicle-II Test Launch Vehicle)는 대한민국의 한국항공우주연구원에서 개발한 누리호(KSLV-ll)의 시험발사체이다. 2018년 11월 28일 나로 우주 센터에서 발사되었다. 진공추력 75톤인 KARI 75톤급 로켓엔진을 1단으로 사용하며, 2021년 첫 발사가 예정되어 있는 누리호에 사용할 75톤급 엔진의 기술실증 목적의 발사체이다. 대한민국 건립이래 최초로 순수 국산으로 개발, 발사되는 우주로켓이기도 하다.
누리호 시험발사체는 전체적으로 체계모델이라고 해서 전기체계를 만드는 개발모델(EM), 인증모델(QM), 비행모델(FM)을 하나씩 만든다. 2017년 8월 개발모델, 2018년 2월 인증모델 제작 및 시험이 완료되었으며, 2018년 7월 비행모델이 제작되었다. 인증모델과 비행모델은 동일한 완제품이다.

## 발사계획
75톤급 액체엔진 1기로 이뤄진 시험발사체는 이륙 후 63초 만에 음속(초속 340 m)을 돌파한다. 엔진 연소가 종료(143.5초)된 이후 164초에 고도 100 km, 313초에 최대 고도 195 km에 도달했다가 하락하기 시작해 발사 643초 뒤 400 km 떨어진 제주도와 일본 오키나와 사이 공해상에 떨어지게 된다. 항우연은 엔진이 73~77톤의 추력을 내고, 시험발사체가 최대 고도 180~220 km까지 오르면 발사가 성공한 것으로 보고 있다.
지상추력 77톤이면, 진공추력 85톤 정도를 의미하는데, 1단 엔진은 원래 진공추력 75톤, 지상추력 65톤으로 알려져 있었다.
2단 부분은 당초 KARI 7톤급 로켓엔진을 사용할 것이라고 하였다가, 8톤 무게의 질량 시뮬레이터, 다시 10.5톤 무게의 질량 시뮬레이터를 탑재할 것이라고 보도되었다.

## 진행 상황

### 계획
누리호 개발사업은 총 3단계로 진행하면서 1단계에 우리나라에 독자적인 발사체 시스템 구축을 위한 시험설비를 먼저 구축하고, 2단계에서 75톤급 엔진과 7톤급 엔진의 시험을 진행해 2017년까지 75톤급 엔진의 개발을 끝낸 다음 그해 12월에 시험 발사체를 발사할 예정이었다.
액체 연료 로켓 엔진을 개발하면서 가장 어려운 부분은 연소 불안정 현상이 일어날 때이다. 로켓 엔진의 연소기는 1초만에 수십kg에 달하는 추진제를 연소하면서 내부 에너지 밀도가 높아지게 되는데, 이로 인해 생기는 주파수가 연소기 고유의 주파수와 공명 현상을 일으키면 연소가 극도로 불안정해지는 현상이 발생한다. 심한 경우 연소시험 도중 연소기가 깨지거나 폭발하는 경우가 생기기도 한다. 이러한 문제를 해결하기 위해서는 충분한 연소시험을 통해 설계를 개선하고 안정성을 확보하는 것이 필요하며, 이를 검증하기 위해 시험발사를 한다.

### 발사 연기
2016년 12월 22일, 미래부는 발사예정일을 2017년 12월에서 2018년 10월로 10개월 연기했다. 이에 대해, 한국항공우주연구원장을 지낸 김승조 서울대 교수는 발사체 엔진 전반의 체계와 부품 기술은 이미 50~60년 전에 확립된 것이어서 최선을 다하면 납기를 맞출 수 있다고 보았다. 정부 예산도 이미 배정돼 있는 상황이어서 걸림돌도 없다고 주장했다. 김승조 교수는 항우연 원장 시절 2016년 발사가 가능하다고 말했었다.
롤모델인 팰컨 1는 9천만 달러의 개발비가 들었다. 민간 자금으로 개발했다. 1회, 2회 발사는 미국 국방부가 발사 계약을 했다. 2002년 6월 스페이스X가 설립되었는데, 3년 9개월만인 2006년 3월 24일 최초 발사했다. 반면에 누리호 시험발사체는 2007년 7월 최종 모델이 확정되어 개발이 시작되었는데, 11년 3개월만인 2018년 10월에 최초 발사할 계획이다. 느린 개발은 개발비가 증가되며, 따라서 우주발사체 시장에서 가격경쟁력을 상실한다.
2017년 12월 25일, 고흥 나로우주센터 발사체종합조립동에서 누리호 총조립을 담당하고 있는 천진효 한국항공우주산업(KAI) 조장은 "현재 내년 10월 발사 예정인 시험발사체 인증모델(QM)의 조립이 85% 정도 진행된 상황"이라고 밝혔다. 천 조장은 "시험발사체는 최종 조립 작업자 7명과 품질 검사원 1명, 생산기술 지원 인력 7명이 약 7개월에 걸쳐 조립한다"고 말했다.

### 3차 우주계획
2018년 2월 5일, 과학기술정보통신부는 제14회 국가우주위원회를 열어 제3차 우주개발진흥기본계획을 확정했다. 이에 따르면, 한국형 시험발사체는 2018년 10월 1차 발사를 하며 기술 검증이 미진할 경우 개발 신뢰도 향상을 위해 2019년 2차 발사를 하게 된다. 한국형 발사체 성공 이후에는 2025년부터 2030년까지 한국형 소형발사체 플랫폼으로 확장하여 500 kg 인공위성 자력발사를 할 것이라고 한다.

## 시험발사
2018년 11월 28일 오후 4시에 첫 시험발사를 성공했다. 이로써 미국, 러시아, 일본, 프랑스, 중국, 인도에 이어 추력 75톤급 대형 액체연료 로켓 엔진을 실제 발사한 7번째 국가가 되었다. 8톤의 화물을 탑재하고, 최대 고도 209 km, 비행거리 429 km를 10여분간 비행해 제주도 공해상에 무사히 낙하했다. 그러나 북한 화성 14호가 누리호 시험발사체 보다 먼저 발사되었기 때문에, 언론 보도와는 달리 8번째 국가로 보는게 정확하다.

## 부스터
중국의 창정 로켓 시리즈를 보면, 누리호와 같은 진공추력 75톤 등유/액체산소 엔진 1개를 사용한 로켓을 부스터로 사용한다. 즉, 누리호의 1단 옆에 누리호 시험발사체를 부스터로 4개 붙이는 방식이다. 항우연은 이렇게 창정 시리즈처럼 부스터를 4개 붙인 모델의 가상도를 발표하기도 했다. KSLV-III 참조.

## 차후 활용
1단인 75톤 추력 엔진으로 길이 25.8 m, 무게 52톤의 시험용 발사체를 고도 약 200 km까지 밀어올릴 수 있다. 이 엔진 하나로도 소형 인공위성을 발사할 수 있다.
그러나, 2018년 1월 기준으로, 언론 보도의 흐름이 약간 변경되는 조짐이 있다. 한국형시험발사체는 2단 액체연료가 아니라 1단 액체연료이며, 1단인 75톤 추력 엔진도 140초 연소가 아니라 40초 연소라는 뉴스가 있었다. 그러나 축소버전으로 시험발사를 한다고 해서 한국이 50톤 무게의 2단 액체산소 로켓 대량생산 능력을 완비한 것이, 취소되었다는 의미는 아니다.
2020년 항우연은 KSLV-S 개발을 시작했다.

## 미사일 지침 종료
2021년 5월 22일, 한미 미사일 지침이 종료되었다. 이로 인해 누리호 시험발사체는 한국의 ICBM으로 즉시 사용할 수 있게 되었다. 물론, 한국은 핵탄두가 없어서 미사일만 있다고 ICBM이 되는 것은 아니다. 또한, 몇분만에 액체연료를 주입하는 초고압 군사용 연료주입 시설과 지하 사일로에서 콜드 런치로 52톤 무게의 시험발사체를 사출하는 기술 등이 아직 입증된 게 없다.

## 연표
- 2016년 3월 21일 - 한화테크윈 경남 창원시 소재 2사업장에서 누리호(KSLV-Ⅱ) 초도 엔진 출하 기념식을 열고, 75톤 액체로켓엔진 1대를 한국항공우주연구원에 납품했다. 2016년 모두 4대가 납품될 계획이다.
- 2016년 7월 20일 - 75톤 엔진 145초 연소시험 성공. 누리호 1단 75톤 엔진은 127초, 2단 75톤 엔진은 143초 동안 연소되는데, 목표를 2초 초과 달성했다.
- 2016년 12월 22일 - 미래창조과학부는 국가우주위원회를 열고 당초 2017년 12월로 예정한 누리호 시험발사 일정을 2018년 10월로 연기했다.
- 2017년 12월 8일 - 누리호 시험발사체 비행모델(FM) 75톤 엔진 40초 연소시험 완료. 납품결정
- 2017년 12월 25일 - 누리호 시험발사체 인증모델(QM) 85% 조립완료. 항우연과 한화테크윈은 지금까지 75톤 엔진 6기와 7톤 엔진 3기를 제작했다.
- 2018년 2월 - 누리호 시험발사체 인증모델(QM) 조립완료, 비행모델(FM) 조립시작
- 2018년 5월 17일 - 누리호 시험발사체 인증모델(QM) 1차 종합연소시험, 30초 연소
- 2018년 6월 7일 - 누리호 시험발사체 인증모델(QM) 2차 종합연소시험, 60초 연소
- 2018년 7월 5일 - 누리호 시험발사체 인증모델(QM) 3차 종합연소시험, 154초 연소, 발사 전 최종 리허설
- 2018년 11월 28일 - 누리호 시험발사체 비행모델(FM) 1차 시험발사, 나로호 발사장을 사용한다.

## 같이 보기
- 팰컨 1
- 팰컨 1e - 무게 46톤으로, 누리호 시험발사체 53톤과 비슷하다. 1톤의 인공위성을 발사할 수 있다.
- UR-100K - 무게 50톤, 소련의 1970년대 ICBM
- 아그니 5 - 무게 50톤, 인도 최초의 ICBM

## 참고 문헌
- 정보 출처: 한국항공우주연구원